# Isochromodes rubra
Isochromodes rubra är en fjärilsart som beskrevs av W. Warren 1904. Isochromodes rubra ingår i släktet Isochromodes och familjen mätare. Inga underarter finns listade i Catalogue of Life.